# Jardin moghol

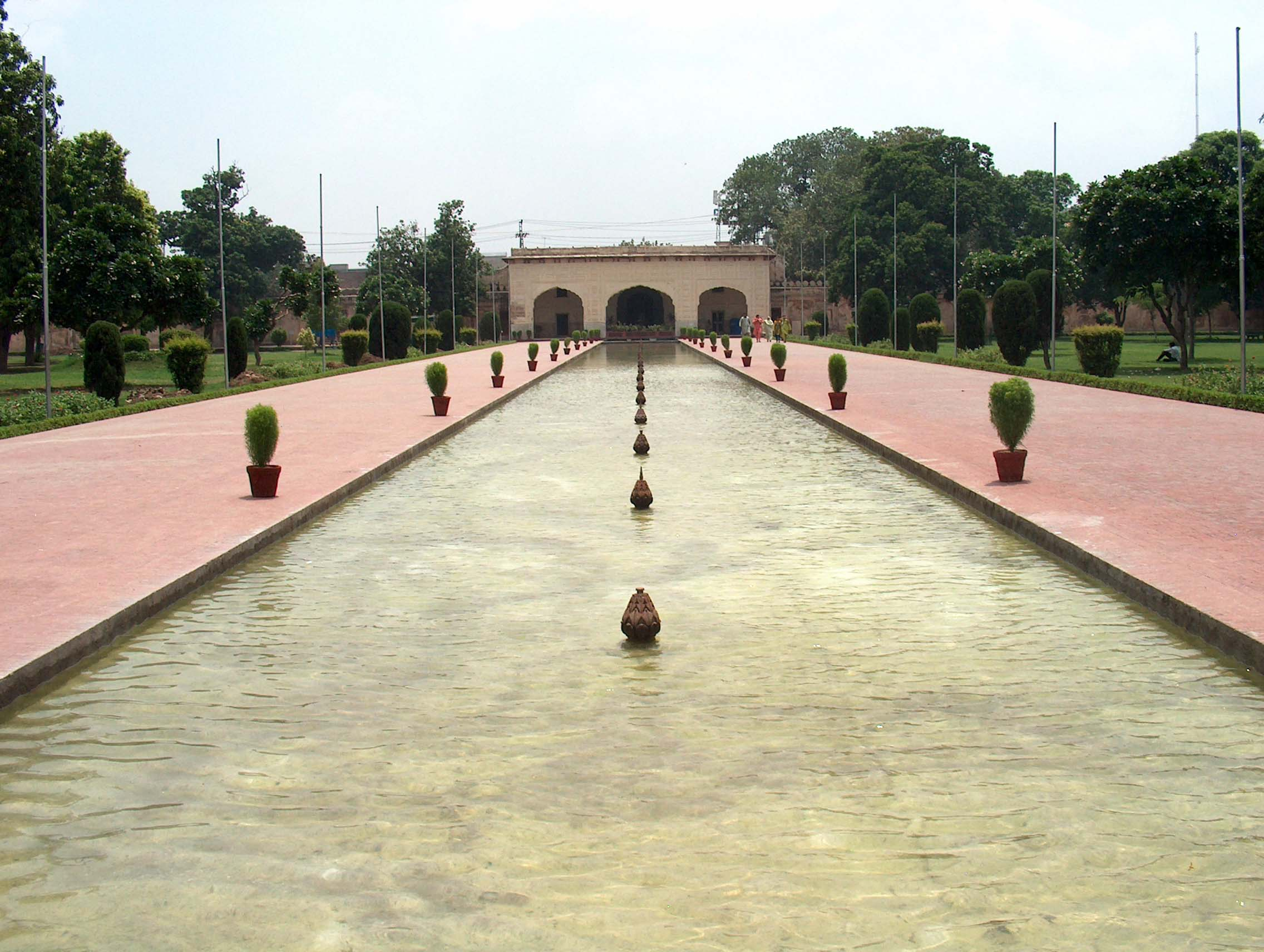
Les jardins de Shalimar à Lahore.

Un jardin moghol est un type de jardin construit par les Moghols en style persan. Ce style a été fortement influencé par les jardins persans, et en particulier la structure en Tchaharbagh. Le jardin moghol est identifiable par son utilisation très importante des tracés rectilignes dans son enceinte murée. Les aménagements typiques associés au jardins moghols sont les bassins, les fontaines et les canaux.

## Histoire

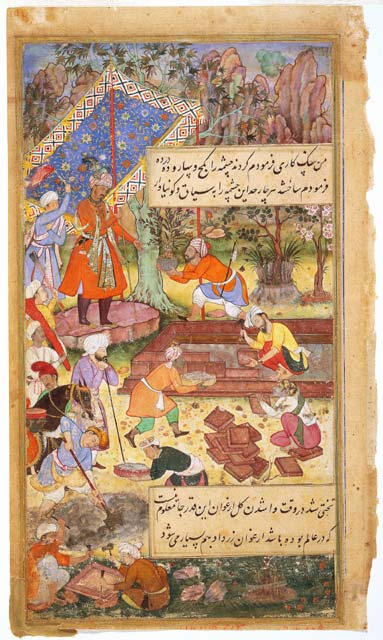
L'empereur moghol Babur supervisant la création d'un jardin.

Le fondateur de l'empire moghol, Babur, dévait son type de jardin préféré comme un tchaharbagh. Ils utilisaient d'ailleurs les termes bāgh, baug, bageecha ou bagicha pour désigner les jardins. Ce mot a développé un sens nouveau en Inde : comme l'explique Babur, l'Inde manquait de cours d'eau rapides nécessaires pour réaliser les chahar bagh d’Asie centrale. Le jardin d'Agra, maintenant connu sous le nom de Ram Bagh, est considéré comme ayant été le premier chahar bagh. Il existe un certain nombre de jardins moghol en Inde, au Bangladesh et au Pakistan, qui diffèrent de leurs prédécesseurs du fait de « leur géométrie très disciplinée ». 
Les premières références aux jardins moghols se trouvent dans les mémoires et biographies des empereurs moghols, y compris ceux de Babur, de Humayun et d'Akbar. Plus tard, on trouve des références dans « Les comptes-rendus de l'Inde » écrits par les voyageurs européens (Bernier par exemple). La première étude historique des jardins moghols a été écrite par Constance Villiers-Stuart, elle a pour titre avec le titre Gardens of the Great Mughals (1913). Son mari était un colonel de l'armée britannique indienne, et elle disposait donc d'un bon réseau de contacts et une occasion de voyager. Lors de leur résidence aux jardins de Pinjore, Mme Villiers-Stuart a également eu l'occasion de diriger l'entretien d'un important jardin moghol. Son livre fait référence à la conception prochaine d'un jardin dans la maison du gouvernement, à New Delhi (maintenant connue sous l’appellation Rashtrapati Bhavan). Elle a été consultée à ce sujet par Edwin Lutyens, et a de fait certainement eu une influence dans le choix du style moghol pour ce projet. De récents travaux de recherche sur l'histoire des jardins moghols a été effectuée sous la direction de Dumbarton Oaks (y compris Mughal Gardens: Sources, Places, Representations, and Prospects edited, édité par James L. Wescoat Jr et Joachim Wolschke-Bulmahn) et de la Smithsonian Institution. 
Quelques exemples de jardins moghols sont les jardins de Shalimar (Lahore), du fort de Lalbagh à Dhaka, et de Shalimar Bagh (Srinagar).

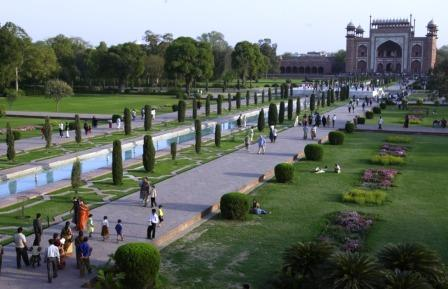
Les jardins moghols du Taj Mahal.

Depuis les débuts de l'empire moghol, la construction de jardins fut l'un des passe-temps préféré des empereurs. Babur, le premier conquérant-roi moghol a construit des jardins à Lahore et Dholpur. Humayun, son fils, ne semble pas avoir eu beaucoup de temps pour la construction -il était occupé à conquérir et à agrandir le royaume- mais il est connu pour avoir passé beaucoup de temps dans les jardins de son père. Akbar construisit plusieurs jardins, d'abord à Delhi, puis à Agra, sa nouvelle capitale. Ces jardins avait tendance à être des jardins ouverts sur les fleuves, plutôt que les jardins fortifiés de leurs prédécesseurs. Ce choix esthétique eu une influence considérable sur le style des jardins moghols.
Le fils d'Akbar, Jahangir, ne fit pas autant de nouveaux jardins ; mais il a contribué à établir le célèbre jardin de Shalimar et était connu pour son grand amour pour les fleurs. Ses voyages en Cachemire sont d'ailleurs considérés comme à l'origine de la mode des motifs naturels et floraux.
Le fils de Jahangir, Shah Jahan, marqua l'apogée des jardins moghols et de la conception florale. Il est célèbre pour la construction du Taj Mahal, un vaste paradis funéraire en mémoire de son épouse favorite, Mumtaz Mahal. Il est également à l'origine du Fort rouge à Delhi qui contient le Mahtab Bagh, un jardin de nuit qui était rempli de fleurs brillantes dans la nuit, comme le jasmin et d'autres fleurs pâles. Les pavillons à l’intérieur sont couverts de marbre blanc, afin de refléter la lueur du clair de lune. Ce marbre, ainsi que celui du Taj Mahal sont incrustés de pierres semi-précieuses représentant des motifs floraux dont la tulipe, que Shah Jahan avait adopté comme emblème personnel.

## Conception et le symbolisme

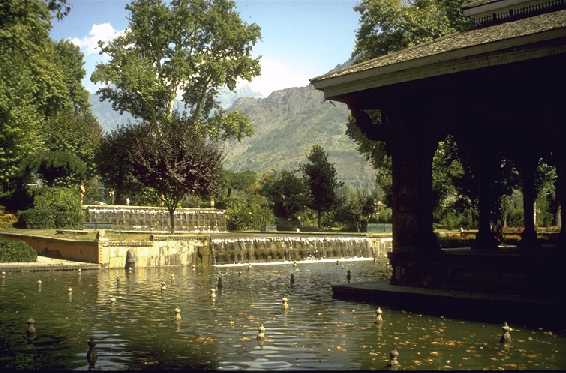
Shalimar Bagh, à Srinagar au Cachemire.

La conception des jardins moghols découle principalement du jardin islamique médiéval, bien qu'on y trouve des influences issues de l'ascendance turco-mongole des moghols (notamment timouride) tout comme des éléments inhérents hérités de la Perse antique. Julie Scott Meisami décrit les jardins islamiques médiévaux ainsi :

« Un hortus conclusus, fortifié et protégé du monde extérieur ; à l'intérieur, sa conception est strictement formelle, et son espace est rempli d'éléments que l'homme trouve les plus agréables dans la nature. Ses caractéristiques essentielles incluent des circuits d'eau (c'est d'ailleurs peut-être l'élément le plus important) et un bassin pour refléter les beautés du ciel et du jardin, des arbres de différentes essences, les uns pour fournir de l'ombre et d'autres pour produire des fruits, des fleurs colorées et parfumées ; de l'herbe, généralement à l'état sauvage sous les arbres ; des oiseaux pour remplir le jardin de chansons ; l'ensemble est refroidi par une brise agréable. Le jardin peut inclure une butte au centre, rappelant la montagne au centre de l'univers dans les descriptions cosmologiques, qui est souvent surmontée d'un pavillon ou d'un palais »

Les éléments turco-mongols du jardin moghol sont principalement liées à l'intégration des tentes, des tapis et des auvents reflétant leurs origines nomades. Les tentes indiquaient le statut dans ces sociétés, de telle façon que la richesse et le pouvoir étaient affichées par la richesse des tissus, ainsi que par la taille et le nombre des tentes.
Les moghols étaient obsédés par les symboles et les ont incorporés dans leurs jardins de nombreuses façons. Les références coraniques traditionnelles du paradis se retrouvaient dans l'architecture, la disposition et le choix des plantes ; mais des références plus anciennes, y compris numérologiques et astrologiques liées à l'histoire familiale ou à toute autre importance culturelle y étaient souvent juxtaposés. Les nombres huit et neuf étaient considérés comme de bon augure par les moghols et peuvent de fait se retrouver dans le nombre des terrasses ou dans l'architecture des jardins, tels l'utilisation de l'octogone.

## Sites comportant des jardins moghols

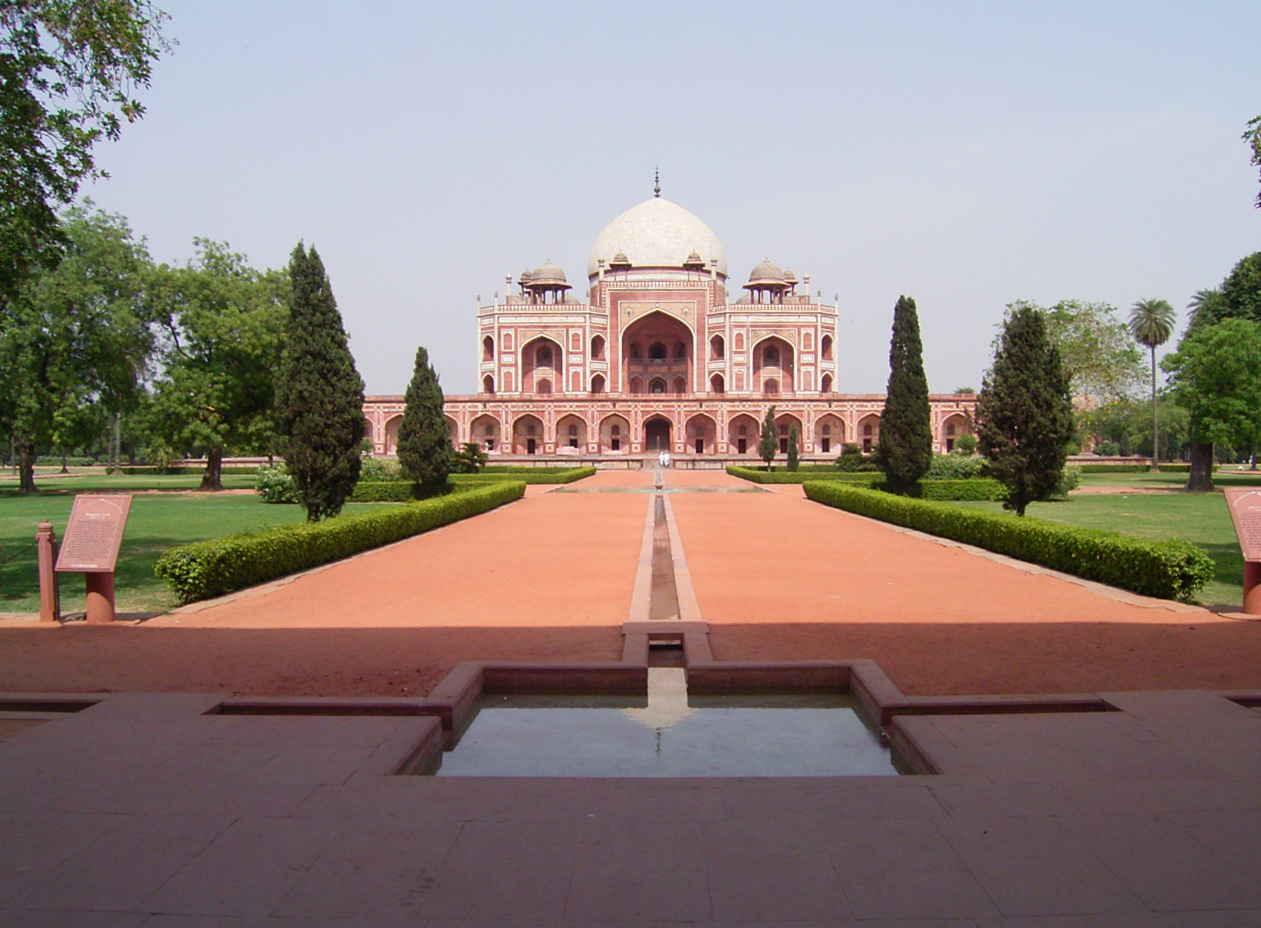
Le tombeau de Humayun à Delhi.

### Afghanistan
- Bagh-e Babur (Kaboul)

### Inde
- Tombe de Humâyûn, Nizamuddin-Est, Delhi
- Fort Rouge, Delhi
- Jardins de Shalimar, Delhi
- Roshanara Bagh, Delhi
- Qudsia Bagh, Delhi
- Bagh-e Nazir, Delhi
- Tombeau de Safdarjung, Safdarjung, Delhi
- Rashtrapati Bhavan, New Delhi (1911-1931)
- Taj Mahal, Agra (Uttar Pradesh)
- Fort d'Agra
- Aram ou Ram Bagh, Agra
- Mausolée d'Itimâd-ud-Daulâ, Agra
- Mehtab Bagh, Agra
- Mausolée d'Akbar, Sikandra, Agra
- Mausolée de Mariam-uz-Zamani ou Jodha Bai, Sikandra, Agra
- Khusro Bagh, Allahabad (Uttar Pradesh)
- Shalimar Bagh, Srinagar (Jammu-et-Cachemire)
- Nishat Bagh, Srinagar
- Chashma Shahi, Srinagar
- Pari Mahal, Srinagar
- Jardins de Vernag ou Verinag (Jammu-et-Cachemire)
- Jardins de Dara Shikoh, Bijbehara (Jammu-et-Cachemire)
- Jardins d'Achabal (Jammu-et-Cachemire)
- Aam Khas Bagh, Fatehgarh Sahib (Pendjab)
- Jardins de Yadavindra, Pinjore (Haryana)
- Tombeau de Sheikh Chilli, Thanesar (Haryana)
- Bagh-e Nilofar, Dholpur (Rajasthan)
- Daulat Bagh ou Jardins de Jahangir, Ajmer (Rajasthan)
- Moti Shahi Mahal, Ahmedabad (Gujarat)
- Himayat Bagh, Aurangabad (Maharashtra)
- Bibi ka Maqbara, Aurangabad
- Jardins de Bani Begum, Khuldabad (Maharashtra)
- Daria Daulat Bagh, Srirangapatna (Karnataka)
- Lal Bagh, Bangalore (Karnataka)
- Jardins de Brindavan, Mysore (Karnataka ; 1927-1932)

### Pakistan
- Chauburji
- Fort de Lahore
- Shahdara Bagh
- Jardins de Shalimar (Lahore)
- Tombeau de Jahangir (Lahore)
- Hazuri Bagh
- Hiran Minar (Shekhupura)
- Jardin Moghol Wah